# Castiglion Fiorentino
Castiglion Fiorentino ist eine italienische Gemeinde (Comune) mit 12.865 Einwohnern (Stand 31. Dezember 2023) in der Provinz Arezzo der Toskana.

## Geographie

Lage von Castiglion Fiorentino in der Provinz Arezzo

Castiglion Fiorentino liegt etwa 15 km südlich der Provinzhauptstadt Arezzo und 80 km südöstlich der Regionalhauptstadt Florenz auf 342 m s.l.m. in den Vorapenninen zwischen den Tälern Valdichiana und Val di Chio. Es liegt in der klimatischen Einordnung italienischer Gemeinden in der Zone E, 2 159 GR/G. Mildes Klima und fruchtbare Erde sorgen für gute Anbaumöglichkeiten in der Landwirtschaft. Zu den wichtigsten Gewässern im Gemeindegebiet gehören die Torrenti Mucchia (7 von 24 km im Gemeindegebiet) und Nestore (4 von 14 km im Gemeindegebiet) sowie der Canale maestro della Chiana (7 von 51 km im Gemeindegebiet).
Zu den Ortsteilen (frazioni) gehören Brolio, Castroncello (259 m, ca. 200 Einwohner), Cozzano, La Badia, Rocca Montanina, La Nave (249 m, ca. 200 Einwohner), Mammi (505 m, ca. 15 Einwohner), Manciano La Misericordia (255 m, ca. 430 Einwohner), Montecchio Vesponi, Noceta in Val di Chio, Orzale, Osteria (284 m, ca. 280 Einwohner), Pergognano, Petreto, Pieve di Chio (296 m, ca. 30 Einwohner), Pievuccia, Polvano, Ranchetto, Ristonchia (489 m, ca. 5 Einwohner), Santa Cristina in Val di Chio (289 m, ca. 80 Einwohner), Santa Lucia, Santa Margherita in Val di Chio, Santo Stefano, Senaia und Valuberti.
Die Gemeindefläche wird im Norden von der Gemeinde Arezzo und im Süden und im Osten von der Gemeinde Cortona abgegrenzt. Die Nachbargemeinden im Westen sind Foiano della Chiana und Marciano della Chiana.

## Geschichte
- 6. Jahrhundert v. Chr.: Erste Ansiedlungen durch Etrusker.
- 202 v. Chr.: Der Ort wird von Publius Cornelius Scipio erwähnt.
- 10. Jahrhundert: Der Name Castiglione tritt erstmals auf.
- 1289: Castiglion Fiorentino gerät unter die Herrschaft von Florenz.
- 1799: Franzosen nehmen den Ort ein.
- 1814: Nach Napoleon wird der Ort wieder italienisch und gehört von nun an zur Toskana.

## Sehenswürdigkeiten

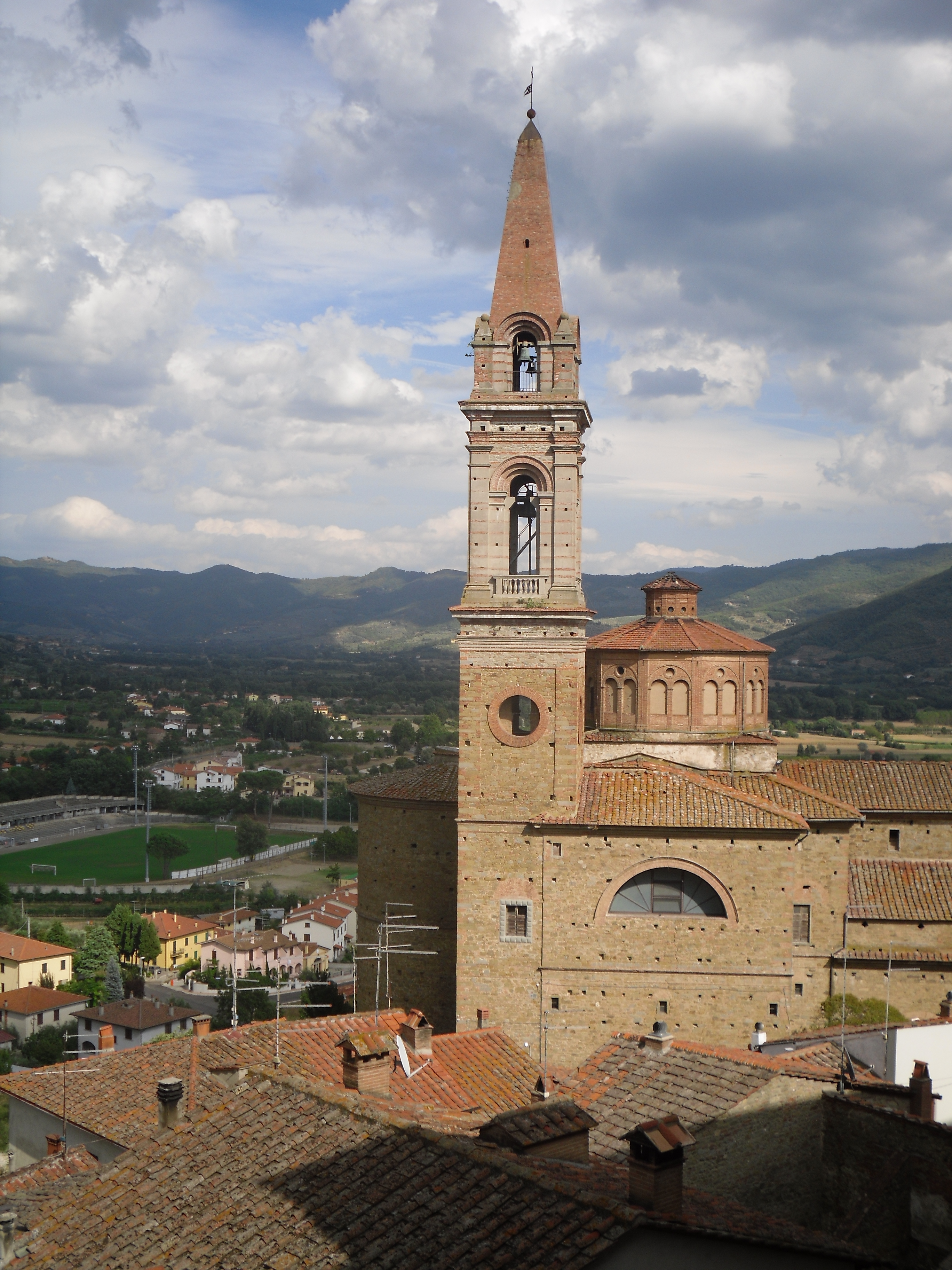
Die Collegiata San Giuliano

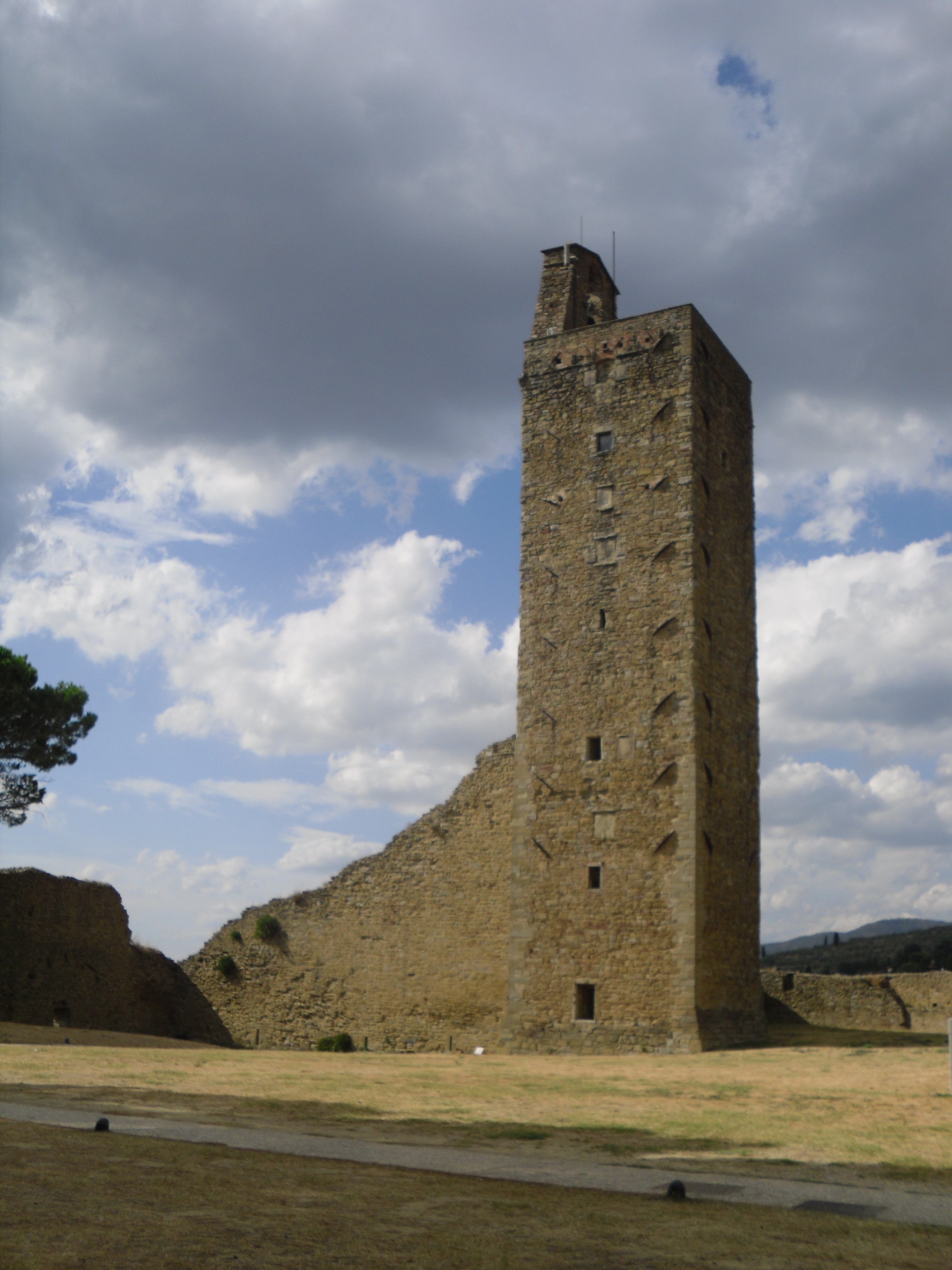
Der Torre del Cassero

- Chiesa di Sant’Angelo al Cassero, bereits 1191 erwähnte ehemalige Kirche. War vom 12. Jahrhundert bis 1325 Pieve und verlor dann den Titel an San Giuliano. Ist heute Sitz der Pinacoteca.[2]
- Collegiata di San Giuliano, 1840 entstandene Kirche, die aus der Pieve Vecchia und Teilen der Kirche Santa Maria Novella entstand. Enthält von Bartolomeo della Gatta das Werk Madonna con Bambino in trono e i Santi Pietro, Paolo, Giuliano e Michele (1486) und von Segna di Bonaventura eine Madonna in trono, auch als Maestà bezeichnet (entstammt der Pieve Vecchia, auch Pieve di San Giuliano).[2]
- Chiesa di Sant’Agostino, Kirche aus dem 13. Jahrhundert, die 1333 von den Augustinern übernommen wurde. Enthält von Giovanni Battista Paggi das Werk La probatica piscina.[2]
- Chiesa di San Francesco, im 13. Jahrhundert entstandene Kirche. Enthält von Francesco Morandini (Il Poppi genannt) das Werk Crocifissione (1594) und von Salvi Castellucci eine Vocazione di San Matteo (um 1650).[2]
- Chiesa di Santo Stefano, auch San Lazzo genannt, 1350 geweihte Kirche.[2]
- Chiesa della Madonna delle Grazie del Rivaio, Kirche kurz außerhalb der Stadtmauern nahe der Porta Fiorentina, die 1624 geweiht wurde. Enthält das Baccio da Montelupo ähnliche Holzkreuz Crocifisso.[2]
- Chiesa della Madonna della Consolazione, Kirche nahe der Porta Romana, 1607 entstanden.[6]
- Pieve dei Santi Ippolito e Cassiano im Ortsteil Retina, wahrscheinlich im 8. Jahrhundert entstandene Pieve.[2]
- Palazzo Comunale, Rathaus aus dem 16. Jahrhundert, 1935 restauriert.[6]
- Torre del Cassero, Turm im Zentrum der Burg, errichtet im 14. Jahrhundert auf der Basis einer etruskischen Vorgängerstruktur.
- Museo Archeologico
- Villa La Fontina, Villa etwas außerhalb der Stadtmauern. Wurde erstmals am 28. Februar 1666 dokumentiert, als Baldassarre Bolognini die anliegende Kapelle der Santissima Annunziata errichtete. Gehörte seitdem der Familie Brozzi und ging 1963 in den Besitz der Corgna über.[7]

## Veranstaltungen
- Palio dei Rioni di Castiglion Fiorentino, seit 1932 (seit 1977 jährlich) veranstalteter Palio der Stadtdrittel Cassero (Weiß und Blau), Porta Fiorentina (Grün und Orange) und Porta Romana (Rot und Gelb). Das Pferderennen findet jeden dritten Sonntag im Juni an der Piazza Garibaldi statt.[8]

## Wirtschaft
Die Region ist stark von der Landwirtschaft geprägt, es werden hauptsächlich Getreide, Oliven, Trauben und verschiedene Gemüsesorten angebaut. Dazu kommt ein Betrieb der Lebensmittelindustrie (Pasta).

## Städtepartnerschaften
Es besteht seit 1996 eine Städtepartnerschaft mit der Gemeinde Ronda in Spanien und seit 2004 mit La Charité-sur-Loire in Frankreich.

## Söhne und Töchter der Gemeinde
- Sigismondo Tizio (1458–1528), Gelehrter und Priester
- Raffaello Funghini (1929–2006), römisch-katholischer Geistlicher, Kurienerzbischof und Dekan der Römischen Rota
- Roberto Benigni (* 1952), Regisseur und Schauspieler
- Fabrizio Meoni (1957–2005), Motorradrennfahrer